# 佐倉しおり
佐倉 しおり（さくら しおり、1971年11月19日 - ）は日本の元女優、元アイドル歌手。身長は高校生当時で163cm、B83・W64・H86。当時の音楽レーベルはワーナー・パイオニア。

## 概要
東京都新宿区生まれ。小学校4年生の時、近所の盆踊り大会でスカウトされて芸能界入り。1984年に映画『瀬戸内少年野球団』で波多野武女（むめ）役に抜擢された。
学業と芸能活動を両立させ、1987年洗足学園大学付属高校に一般入試で合格、進学した。
俳優業の他に、1987年にはアイドル歌手としてシングル曲をリリース。また、グラビアアイドルとしての活動も展開。セミヌード写真集も発売された。
1995年に結婚した事を発表。結婚後は舞台中心だったが、現在は芸能界を引退し専業主婦である。

## 出演

### テレビドラマ
- NHK特集エピソード・ドラマ 「漱石には千円札がよく似合う」―夏目家の家計簿拝見―（1984年11月11日、NHK総合テレビ）
- 華やかな誤算 （1985年12月13日 - 1986年2月28日、TBS） - 楠田康子 役
- アリエスの乙女たち（1987年4月8日 - 9月23日、フジテレビ） - 久保恵美子 役
- 花のあすか組!（1988年4月11日 - 9月26日、フジテレビ） - ひばり 役
- 金田一耕助の傑作推理 不死蝶（1988年2月2日、TBS） - 矢部都 役
- さすらい刑事旅情編 第1シリーズ 第19話「修学旅行で殺人!?」（1988年3月8日、テレビ朝日）
- 男と女のミステリー 「おふくろに脱帽!!」（1989年5月6日、フジテレビ / 東映） - 野村あや子 役
- 水曜グランドロマン 「ニセ学歴」（1989年6月7日、日本テレビ）
- 新鋭ドラマシリーズ 「評論! 家族」（1990年7月22日、TBS）
- 月曜ドラマスペシャル 「卑弥呼殺人事件」（1990年12月10日、TBS） - 中町ミヲ 役
- 七人の女弁護士 第1シリーズ  第7話（1991年3月7日、テレビ朝日） - 関根英里 役
- 柳生十兵衛II・決闘!花の吉原（1991年1月3日、TBS）
- また又・三匹が斬る! 第8話「寅の刻、お相手申す秘伝胡蝶流」（1991年6月13日、テレビ朝日） - 平田しずか 役
- 土曜ワイド劇場「牟田刑事官事件ファイル14」（1991年4月6日、テレビ朝日） - 横田かなえ 役
- 刑事貴族2 第16話「無邪気な罪」（1991年8月30日、日本テレビ）
- あばれ八州御用旅 第2シリーズ 第6話「地獄へ送る一万両」（1991年5月24日、テレビ東京 / ユニオン映画） - おやえ 役
- 俺たちルーキーコップ 第2話「大逆転」（1992年4月21日、TBS）
- ネオドラマ 「雨にかすむ」（1992年8月31日 - 9月3日〈全4話〉、テレビ朝日）
- 映画みたいな恋したい「メリークリスマスを君に」（1992年12月26日、テレビ東京）
- 嵐の中の愛のように（1993年7月3日 - 9月25日、読売テレビ）
- 天上の青（1994年12月12日 - 15日、NHK-BS2）※文化庁芸術作品賞受賞作品

### 映画
- 瀬戸内少年野球団（1984年6月23日、ヘラルド映画） - 波多野武女 役 ※『日本アカデミー賞』新人俳優賞、スポニチグランプリ新人賞
- 17才/Seventeen（1985年） - サクラ 役 ※主演
- リボルバー（1988年10月22日、シネ・ロッポニカ） - 佐伯直子 役
- 超少女REIKO（1991年） - 深尾麗子 役

### Vシネマ
- ネオチンピラ　続・鉄砲玉ぴゅ〜 （1991年）
- 爆裂！M・コネクション Vol.1 ミラージュを追え！(1991年）
- 爆裂！M・コネクション Vol.2 ザ・フアイナル・シューティング （1991年）
- 極道ステーキ2（1992年）
- あなたにここにいてほしい（1992年） - 祥子 役
- 悪役パパ（1993年11月15日、ケイエスエス） - 元花幸恵 役
- LEVEL（1994年11月26日、イメージファクトリー・アイエム） - 草加由美 役

### テレビ番組
- どんなモンダイQてれび（1985年4月 - 9月、NHK総合）
- ワーズワースの冒険 第15話「乱歩の見た夢 ～幻影の帝都物語～」（1994年7月、フジテレビ）

### CM
- PENTAX（現・リコーイメージング株式会社）
- PV-7

### ラジオパーソナリティ
- 佐倉しおりのペンタックス・ズームアップル（1987年10月 - 1988年、文化放送　『15はドキドキ ピンクコング』内番組）
- 佐倉しおりの乙女学園リボン組（1988年7月 - 1988年9月、ラジオ日本）
  - 毎週金曜日23:30 - 24:00放送。東京都練馬区東大泉の西友オズ5階の「スタジオR」から、銀四郎と女子集団「リボン組」、学研の雑誌「Momoco」出身のゲストと共に進行していた番組[2]。

## 歌手活動

### シングル
発売元：ワーナー・パイオニア
- Zoom / C'est moi(セモア)（1987年11月10日発売、L-1798） A面 作詞 戸沢暢美、作曲 和泉常寛、編曲 新川博「PENTAX ZOOM-70」CMソング  B面 作詞 夏目純、作曲 尾崎亜美、編曲 萩田光雄
- 恋しくて / ブルーベルが似合う訳（1988年7月25日発売、L-1848）A面 作詞 吉元由美、作曲 和泉常寛、編曲 新川博  B面 作詞、戸沢暢美 作曲 和泉常寛、編曲 新川博
- Relax / くちびるにすみれ（1989年2月25日発売、10L3-4066）A面 作詞 戸沢暢美、作曲 和泉常寛、編曲 小倉泰治  B面 作詞 戸沢暢美、作曲 和泉常寛、編曲 新川博  2025年2月12日にサブスクにて配信決定[3]

### アルバム
- 『Sigh…。』（1988年7月25日、L-12621）

＊片想いでいさせて（作詞 戸沢暢美、作曲 和泉常寛、編曲 椎名和夫）
＊自分のことばかり（作詞 戸沢暢美、作曲 和泉常寛、編曲 新川博）
＊Zoom（作詞 戸沢暢美、作曲 和泉常寛、編曲 新川博）
＊絵葉書の町から（作詞 田口俊、作曲 堀口和男、編曲 萩田光雄）
＊日曜日が待ち遠しい!!（作詞 麻森可純美、作曲 中崎英也、編曲 戸塚修）
＊恋しくて（作詞 吉元由美、作曲 和泉常寛、編曲 新川博）
＊風はオーガンディー（作詞 田口俊、作曲 杉真理、編曲 船山基紀）
＊C'est moi(セモア)（作詞 夏目純、作曲 尾崎亜美、編曲 萩田光雄）
＊♭(フラット)した蛍の光（作詞 河奈みその、作曲 嶋田洋一、編曲 船山基紀）
＊メリーゴーランド（作詞・作曲 大江千里、編曲 船山基紀）『華やかな誤算』のイメージソング。劇中で曲の一部を挿入歌として使用された。また、作詞・作曲をした大江千里は、2003年のアルバム『home at last〜Senri Sings Senri〜』においてカバー曲として収録している。

## 写真集
- 佐倉しおり フレッシュスコラ9（スコラ、1988年3月5日）
- JUNCTION（ワニブックス、1994年8月10日）